# (16103) Lorsolomon
(16103) Lorsolomon est un astéroïde de la ceinture principale.

## Description
(16103) Lorsolomon est un astéroïde de la ceinture principale. Il fut découvert le 5 novembre 1999 à Socorro (Nouveau-Mexique) par le projet LINEAR. Il présente une orbite caractérisée par un demi-grand axe de 2,40 UA, une excentricité de 0,16 et une inclinaison de 2,8° par rapport à l'écliptique.

## Compléments